# 桑木崇明
桑木 崇明（くわき たかあきら、1885年（明治18年）10月22日 - 1945年（昭和20年）12月6日）は、日本の陸軍軍人。陸士16期恩賜・陸大26期恩賜。最終階級は陸軍中将。

## 経歴
本籍石川県。桑木崇台歩兵大佐の三男として広島で生まれる。広島一中、広島陸軍地方幼年学校（首席）、中央幼年学校（首席。次席は永田鉄山。）を経て、1904年（明治37年）10月、陸軍士官学校（16期)（全兵科では4番/549名であり、砲兵科首席、恩賜）を卒業。同年11月、砲兵少尉に任官し野砲兵第14連隊付となる。1905年（明治38年）3月から1906年（明治39年）2月まで日露戦争に出征。1910年（明治43年）11月、陸軍砲工学校普通科（恩賜）高等科（16期）を卒業。さらに、1914年（大正3年）11月、陸軍大学校（26期）を優等で卒業した。
1915年（大正4年）3月、野砲兵第14連隊中隊長となり、同年8月、参謀本部付勤務（ロシア班）に異動。同年9月から1916年（大正5年）3月まで東京外国語学校で夜間にロシア語学習を行う。1916年2月、参謀本部員となり、1917年（大正6年）6月、ロシア駐在に発令されペトログラード、ウラジオストク、オムスクに滞在。1919年（大正8年）1月、参謀本部員に移り、1920年（大正9年）6月、野砲兵第14連隊付に異動。フランス出張、トルコ駐在となる。この間の1920年8月、砲兵少佐に昇進。1921年（大正10年）5月、ギリシャ公使館付武官に転じた。1922年（大正11年）11月、陸大教官に就任し、1925年（大正14年）3月に砲兵中佐、1928年（昭和3年）3月、砲兵大佐に進級し野戦重砲兵第2連隊長に着任。
1930年（昭和5年）3月、参謀本部演習課の課長となり、1932年（昭和7年）12月、陸軍少将に昇進し野戦重砲兵第3旅団長に就任。1934年（昭和9年）1月、台湾軍参謀長に異動し、陸軍野戦砲兵学校幹事、参謀本部第1部長を歴任。1936年（昭和11年）8月、陸軍中将に進んだ。1937年（昭和12年）1月、陸軍兵器本廠付となり、第1師団留守司令官を経て、1938年（昭和13年）6月、新設の第110師団長に就任し日中戦争に出征。北京付近の警備に当たるとともに京漢線沿線の治安作戦に従事。1939年（昭和14年）12月、予備役に編入された。
太平洋戦争開戦後、1943年（昭和18年）11月に召集され参謀本部付となり終戦を迎えた。1945年（昭和20年）10月に召集解除された。

## 栄典
位階
- 1904年（明治37年）12月8日 - 正八位[6]

勲章等
- 1939年（昭和14年）9月23日 - 勲一等瑞宝章[7]

## 著書
- 『砲兵小戦術』兵事雑誌社、1909年。
- 『陸軍五十年史』鱒書房、1943年。

## 伝記
- 桑木崇秀編著『父陸軍中将桑木崇明とその兄達』展転社、2003年。

## 親族
- 兄 桑木崇道（陸軍大佐）・河崎崇義（陸軍大佐）
- 従兄 桑木厳翼（哲学者）・桑木彧雄（物理学者）
- 岳父 熊沢鏡之助